# 千禧教堂 (蒂米什瓦拉)

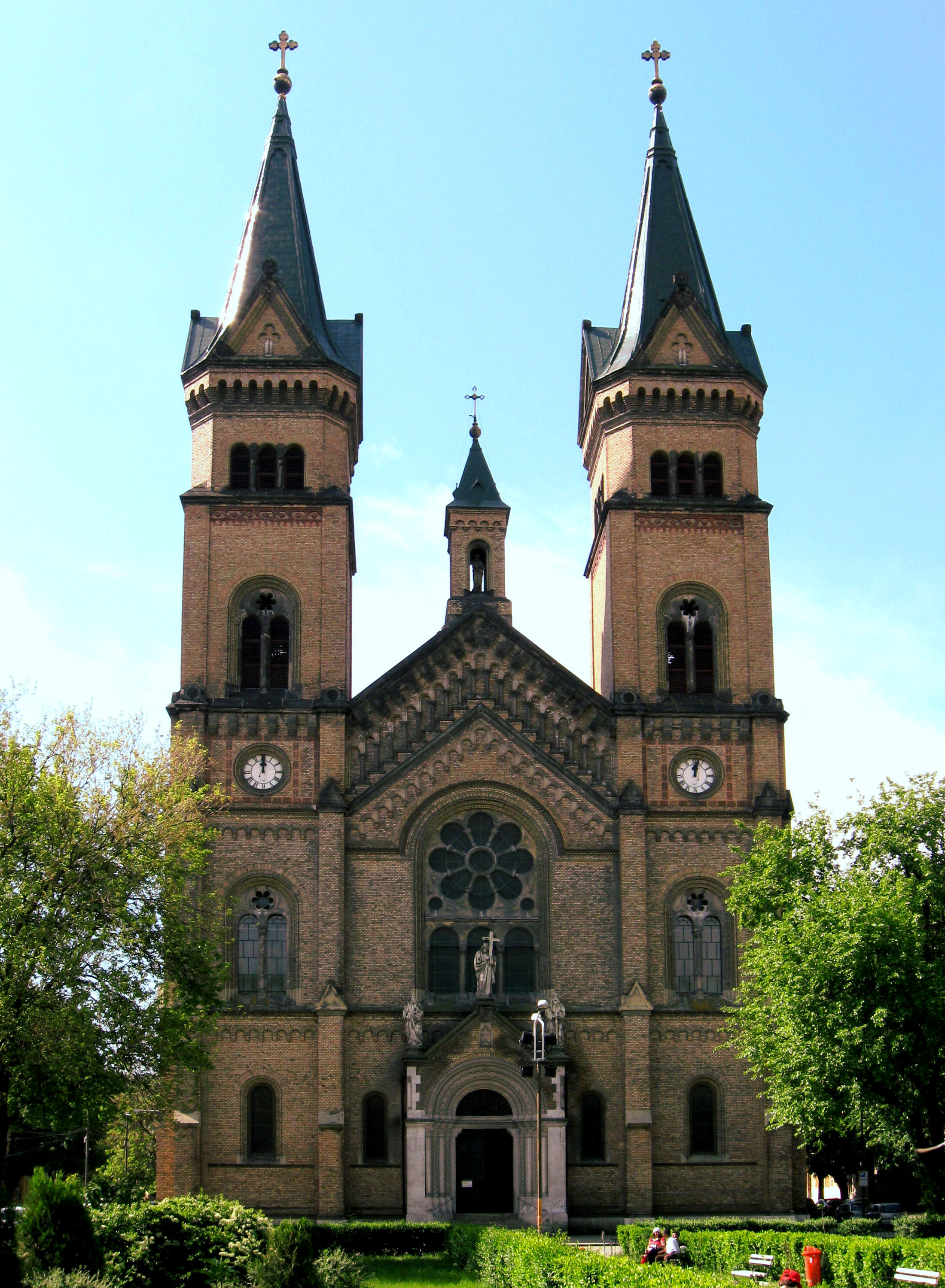

千禧教堂（Millennium Church）是位於羅馬尼亞西部地區城市蒂米什瓦拉的一座教堂。千禧教堂的主塔高65米，是一座新羅馬式建築。

## 外部連結
1. 360 degree view（页面存档备份，存于） of the interior

45°45′24.87″N 21°14′52.16″E / 45.7569083°N 21.2478222°E